# Jean-Marie Duhamel
Jean-Marie Duhamel (Saint-Malo, 5 febbraio 1797 – Parigi, 29 aprile 1872) è stato un matematico, fisico e insegnante francese.
Professore all'École polytechnique e alla Facoltà delle scienze di Parigi, membro dell'Accademia francese delle scienze, è stato l'autore dei lavori sulle Equazioni differenziali alle derivate parziali, sull'acustica e sulla trasmissione del calore.

## Biografia
Nato a Saint-Malo il 5 febbraio 1797, Jean Marie Duhamel era figlio di Alexandre René Duhamel. Quest'ultimo fece degli studi di teologia all'università di Angers, divenendo dottore, poi fu ordinato prete. Divenuto curato della parrocchia di Saint-Malo in giugno 1791, giurò fedeltà alla Nazione nel settembre 1792, ma poi rinunciò al sacerdozio. In seguito fu impiegato come bibliotecario e si sposò nel 1794. Senza introiti, divenne falsario, il che gli procurò una condanna a venti mesi di prigione. Nel 1798, fu nuovamente arrestato e condannato a 12 anni di carcere. Fu liberato nel 1811 e nel 1836 morì a Saint-Malo.
Jean Marie Duhamel, il cui padre rimase carcerato durante tutta la sua infanzia, compì i suoi studi secondari al liceo Émile-Zola di Rennes. Egli andò poi nel 1814 a studiare a Parigi presso l'École polytechnique, tuttavia l'insieme degli allievi fu licenziato nel 1816. Egli tentò d'iscriversi allora alla facoltà di diritto di Rennes, ma ne fu escluso per le sue opinioni liberali. Tornò quindi a Parigi nel 1819 e si dedicò all'insegnamento. Insegnò presso M. Berthier e alle istituzioni Massin e Mayer, e parallelamente ottenne il baccalaureato in scienze e i diplomi in scienze matematiche e fisiche presso la facoltà di scienze di Parigi. Il 26 dicembre 1826 fu nominato professore aggregato per le scienze al Liceo Luigi il Grande, poi professore incaricato dell'insegnamento delle matematiche in seconda il 26 settembre 1827. Lasciò questo impiego il 30 giugno 1829 per aprire, in rue de Vaugirard, una scuola preparatoria all'ammissione alle scuole politecniche, militari e di marina. Nel 1835 questa fu incorporata nel Collegio di Santa Barbara di Parigi di cui Duhamel rimase il direttore degli studi fino al 1837. Nel 1834 egli conseguì il dottorato in scienze presso la facoltà di scienze di Parigi, egli allora aveva 37 anni di età, e l'anno seguente gli fu affidata la supplenza di Francœur alla cattedra d'algebra superiore della facoltà delle scienze di Parigi, incarico che egli mantenne fino al 1840. Nel 1841 fu incaricato di conferenze di meccanica e calcolo differenziale alla Scuola Normale poi vi fu nominato maestro di conferenze di calcolo differenziale in sostituzione di Abélard Lévy. Egli lasciò queste funzioni nel 1849 (sostituito da Victor Puiseux), per occupare la cattedra di algebra superiore e geodesia alla facoltà delle scienze al posto di Francœur, ammesso alla quiescenza.
Parallelamente alla sua attività di insegnante presso le scuole di secondo grado poi alla Scuola Normale e alla facoltà di scienze, Duhamel insegnò alla Scuola politecnica verso i 40 anni. Nel 1830 fu incaricato di rimpiazzare provvisoriamente Coriolis per le ripetizioni di analisi e di meccanica (presso Mathieu e Navier), poi fu nominato ripetitore di geodesia, macchine e aritmetica sociale l'anno successivo (al posto di Savary, nominato professore). Nel novembre 1836 succedette a Navier, deceduto, come professore di analisi e di meccanica (Le Verrier lo rimpiazzò come ripetitore). Nel 1840 fu, dopo tre tentativi andati a vuoto nel 1836, eletto membro dell'Accademia francese delle scienze, in sostituzione di Poisson nella sezione di fisica (egli ne sarà il presidente durante l'anno 1862). Quello stesso anno egli prese il posto di esaminatore permanente lasciato vacante dal decesso di Poisson (Liouville gli successe come professore). In seguito al decesso di Coriolis, direttore degli studi, nel settembre 1843, Duhamel gli succedette nel 1844. Per rimpiazzare Duhamel nelle sue funzioni di esaminatore, l'Accademia e il Consiglio di perfezionamento presentarono un solo candidato, Lamé, ma il ministro si rifiutò di nominarlo e mantenne provvisoriamente Duhamel nelle sue funzioni di esaminatore. I problemi d'imparzialità che pose questo cumulo di due funzioni incompatibili, secondo il regolamento della scuola, causò un movimento di contestazione degli allievi, che condusse all'annullamento della promozione e alla riorganizzazione del consiglio di perfezionamento. Questo, che da quel momento in poi fu solamente abilitato a proporre la classifica delle candidature alle funzioni vacanti, propose Lamé per il posto di esaminatore, proposta questa volta accettata dal ministro. Duhamel lasciò le sue funzioni di direttore degli studi nel gennaio 1851 e vi fu rimpiazzato da Bomart. Due mesi dopo egli sostituì come professore di analisi Liouville, costretto alle dimissioni a causa di una nuova legge che riduceva i cumuli di cariche. Egli vi si comportò con uno «stile classico», permettendosi tuttavia di puntare il dito contro «certe persone che si credono geometri». Nel 1869 si ritirò e fu sostituito nelle sue due cattedre, alla facoltà di scienze e all'École polytechnique, da Charles Hermite.
Morì a Parigi il 29 aprile 1872.

## Riconoscimenti
- Comandante della Legion d'onore
- 19617 Duhamel, asteroide
- Rue Jean-Marie Duhamel, a Rennes

## Pubblicazioni
(In lingua francese salvo diverso avviso)
- Problèmes et développements sur diverses parties des mathématiques, 1823 (avec Reynaud).
- (FR) De l'influence du double mouvement des planètes sur les températures de leurs différents points, Parigi, Guiraudet, 1834. URL consultato il 13 gennaio 2023 (archiviato dall'url originale il 3 marzo 2016).
- (FR) Physique mathématique. Théorie mathématique de la chaleur, Parigi, Guiraudet, 1834. URL consultato il 13 gennaio 2023 (archiviato dall'url originale il 3 marzo 2016).
- Cours d'analyse de l'École polytechnique, 1840-1841, 2 vol.
- Cours de mécanique de l'École polytechnique, 1845-1846, 2 vol.
- Éléments de calcul infinitésimal, 1860. Réédition BiblioLife, 2010 ISBN 1148539883|9781148539881
- Mémoire sur la méthode des maxima et minima de Fermat et sur les méthodes des tangentes de Fermat et Descartes, Paris, Firmin-Didot, 1860.
- Des Méthodes dans les sciences du raisonnement, 1866-1872, 5 vol.
- Articles et mémoires dans le Journal de l'École polytechnique, 1832-1840.
- Contributi al Journal de Mathématiques Pures et Appliquées di Joseph Liouville, 1839-1856.
- Contributi nelle Mémoires des savants étrangers, 1834-1843.
- Resoconti dell'Académie des sciences, 1836-1866.